# 로지 크로니클
로지 크로니클(ロージークロニクル, Rosy Chronicle)은 헬로! 프로젝트에 소속된 일본의 9인조 여성 아이돌 그룹이다.

## 개요
하로프로 연수생부터 선발된 멤버 9명에 의해 결성되었다.
2024년 6월 16일, 그룹명을 발표했다. 유래는「장미빛의」그리고 「희망이 가득한」,「행복이 가득한」이라는 뜻을 가진 "Rosy"(로지)와 사건을 해마다 기록한 역사책인「연대기」를 의미하는 "Chronicle"(크로니클)의 합성어로, 언제까지나 구전될 수 있는 장미빛 역사를 만들어 갔으면 하는 바람이 담겼다.

## 약력
2024년
- 6월 16일, Zepp Divercity에서 행해진「Hello! Project 연수생 발표회 2024 6월「릴리」」에서 하로프로 연수생 유닛'24의 마츠바라 유리야, 오노다 카린, 하시다 호노카, 무라코시 아야나, 우에무라 하스미, 요시다 히노하, 카미무라 레나의 7명, 또한 하로프로 연수생의 시마카와 하나, 소마 유메가 가입해, 신그룹을 만드는 것을 발표. 동시에 그룹명을「로지 크로니클(ロージークロニクル)」이 결정되었다[1].
- 7월 13일, 헬로! 프로젝트의 전 그룹, 하로프로 연수생, 하로프로 연수생 홋카이도와 합동으로 신멤버 오디션「헬로! 프로젝트 신멤버 오디션 2024」를 개최하는 것을 발표하였다[2].
- 11월 11일, 야마노 홀에서 개최된「하로드리。presents Chronicles of 로지 크로니클 ~미래 시작~」에서 2025년 3월 19일에 로지 크로니클이 데뷔 싱글을 발매하는 것을 발표[3].

2025년
- 3월 19일, 데뷔 싱글「へいらっしゃい! ～ニッポンで会いましょう～／ウブとズル」를 발매[3].
- 8월 16일, 헬로! 프로젝트의 전 그룹, 하로프로 연수생, 하로프로 연수생 홋카이도와 합동으로 신멤버 오디션「헬로! 프로젝트 신멤버 오디션 2025」를 개최하는 것을 발표하였다[4].

## 멤버
| 이름            | 소개 |
| --------------- | --- |
| 하시다 호노카   | - 이름 : 橋田歩果 (Hashida Honoka) - 생년월일 : 2005년 10월 17일(19세) - 색상 : 하양 - 출생지 : 일본 도쿄도 - 포지션 : 리더, 보컬, 최연장자 - 활동 기간 : 2024년 6월 ~ |
| 요시다 히노하   | - 이름 : 吉田姫杷 (Yoshida Hinoha) - 생년월일 : 2007년 7월 8일(18세) - 색상 : 퓨어 레드 - 출생지 : 일본 사이타마현 - 포지션 : 보컬 - 활동 기간 : 2024년 6월 ~          |
| 오노다 카린     | - 이름 : 小野田華凜 (Onoda Karin) - 생년월일 : 2008년 1월 23일(17세) - 색상 : 분홍 - 출생지 : 일본 도쿄도 - 포지션 : 보컬 - 활동 기간 : 2024년 6월 ~                   |
| 무라코시 아야나 | - 이름 : 村越彩菜 (Murakoshi Ayana) - 생년월일 : 2008년 2월 11일(17세) - 색상 : 라이트 퍼플 - 출생지 : 일본 지바현 - 포지션 : 보컬 - 활동 기간 : 2024년 6월 ~          |
| 우에무라 하스미 | - 이름 : 植村葉純 (Uemura Hasumi) - 생년월일 : 2008년 2월 25일(17세) - 색상 : 오렌지 - 출생지 : 일본 오사카부 - 포지션 : 보컬 - 활동 기간 : 2024년 6월 ~               |
| 마츠바라 유리야 | - 이름 : 松原ユリヤ (Matsubara Yulia) - 생년월일 : 2008년 2월 26일(17세) - 색상 : 라이트 블루 - 출생지 : 일본 도쿄도 - 포지션 : 보컬 - 활동 기간 : 2024년 6월 ~        |
| 시마카와 하나   | - 이름 : 島川波菜 (Shimakawa Hana) - 생년월일 : 2008년 4월 18일(17세) - 색상 : 브라이트 그린 - 출생지 : 일본 가나가와현 - 포지션 : 보컬 - 활동 기간 : 2024년 6월 ~     |
| 카미무라 레나   | - 이름 : 上村麗菜 (Kamimura Rena) - 생년월일 : 2009년 6월 15일(16세) - 색상 : 노랑 - 출생지 : 일본 가고시마현 - 포지션 : 보컬 - 활동 기간 : 2024년 6월 ~               |
| 소마 유메       | - 이름 : 相馬優芽 (Soma Yume) - 생년월일 : 2011년 2월 4일(14세) - 색상 : 파랑 - 출생지 : 일본 사이타마현 - 포지션 : 보컬, 최연소 - 활동 기간 : 2024년 6월 ~            |

## 음악

### 싱글
1. へいらっしゃい! ～ニッポンで会いましょう～／ウブとズル (2025년 3월 19일)
  - 양 A면 / 커플링 : CHOちょこっとロッケンロール (통상반 A만) / 未来ハジマリ (통상반 B만) / 8bit片想い (통상반 C만)
2. 夏のイナズマ／ガオガオガオ (2025년 7월 23일)
  - 양 A면 / 커플링 : 미정 (통상반 A만) / 미정 (통상반 B만)

### 착신 싱글
1. ガオガオガオ (2025년 4월 5일)

## 출연

### 텔레비전
- 하로드리。(2024년 6월 17일 ~ , 테레비도쿄)
- 장밋빛 로지 크로니클 ~첫관 특집방송 2시간 생방송 스페셜~ (2024년 11월 30일, CS 닛폰테레비 플러스)

### 라디오
- 하로프로 연수생 유닛’24 지금 연수 중! (2024년 7월 2일 ~ 10월 1일, TBSPodcast)
- 로지 크로니클의 로지오 크로니클 (2024년 10월 8일 ~ , TBSPodcast)

### 합동 라이브 · 콘서트
- ANGERME CONCERT 2024 SECRET SECRET 사사키 리카코 FINAL「애정의 세계로, 너도 와」(2024년 6월 19일, 요코하마 아레나) - 오프닝 액트로서 출연.
- Hello! Project 연수생 발표회 2024 9월「두견」(2024년 9월 8일, Zepp DiverCity)
- BEYOOOOONDS CONCERT 2024 AUTUMN『DISCOOOOOTHEQUE BUDOOOOOKAN』(2024년 11월 18일, 일본 무도관) - 오프닝 액트로서 출연.
- Juice=Juice Concert Tour 2024 TRIANGROOOVE2 Special (2024년 11월 19일, 일본 무도관) - 백댄서로서 출연.
- ANGERME 10th ANNIVERSARY TOUR 2024 AUTUMN「ROOTS」카와무라 아야노 FINAL ☆KIRAKIRA☆ (2024년 11월 28일, 일본 무도관) - 오프닝 액트로서 출연.
- 모닝구무스메。'24 콘서트 투어 WE CAN DANCE ! ~Blå Eld~ 이시다 아유미 FINAL (2024년 12월 6일, 요코하마 아레나) - 오프닝 액트로서 출연.
- Hello! Project 연수생 발표회 2024 12월「카틀레아」(2024년 12월 7일 · 14일, Zepp DiverCity · Namba)
- Hello! Project 연수생 발표회 2025 3월「Spring Is Here !」(2025년 3월 3일 · 9일, Zepp DiverCity · Zepp Namba)
- 츠바키팩토리 10th Anniversary Concert at BUDOKAN ~OUR DAYS~ (2025년 4월 30일, 일본 무도관) - 오프닝 액트로서 출연.
- Hello! Project 연수생 발표회 2025 ~봄의 공개 실력 진단 테스트~ (2025년 5월 11일, LINE CUBE SHIBUYA)
- Hello! Project 연수생 발표회 2025 6월「The Heat Is On !」(2025년 6월 1일 · 8일 · 15일, Zepp Namba · Zepp DiverCity · COMTEC PORTBASE)
- BEYOOOOONDS CONCERT 2025 SPRING ~Take Me Out To The BUDOOOOOKAN！「Treasury Island」~ (2025년 6월 9일, 일본 무도관) - 오프닝 액트로서 출연.
- 안주루무 10th Anniversary tour 2025 봄「벗꽃도리」카미코쿠료 모에 FINAL ~너는 지금 딱 키라!~ (2025년 6월 18일, 요코하마 아레나) - 오프닝 액트로서 출연.
- Juice=Juice Concert Tour 2025 Crimson×Azure Special (2025년 6월 23일, 일본 무도관) - 오프닝 액트로서 출연.
- 모닝구무스메。'25 콘서트 투어 봄 ~Mighty Magic~ DX 이쿠타 에리나를 배웅해 (2025년 7월 8일, 일본 무도관) - 오프닝 액트로서 출연.
- Hello! Project 연수생 발표회 2025 9월「It's Harvest Season !」 (2025년 9월 7일 · 23일, Zepp Namba · Tokyo)

### 이벤트
- 하로드리。presents Chronicles of 로지 크로니클 ~미래 시작~ (2024년 11월 11일, 야마노 홀)
- 로지 크로니클 FC 이벤트 2024 ~Rosy Christmas!~ (2024년 12월 15일, 아라카와 시민회관 대홀)
- 하로드리。 presents Chronicles of 로지 크로니클 ~어서오세요! 일본 청년관에서 만납시다~ (2025년 5월 18일, 일본 청년관 홀)

### 무대
- STAGE VANGUARD「더☆아이돌!」(2024년 6월 17일 ~ 30일, 신주쿠 시어터 머큐리) - 시마카와만 출연[5].

## 서적

### 사진집
- 로지 크로니클 1st 사진집「Rosy Chronicle ①」(2025년 2월 22일, 오딧세이 출판) ISBN 978-4-911265-06-2